# 今井信乂
今井 信乂（いまい のぶかた）は、戦国時代の武将。甲斐武田氏家臣。

## 経歴・人物
今井信経の子。今井氏は逸見氏の滅亡後、信乂の祖父である今井信景が本領の今井から逸見地域に入部し、以降逸見一帯を支配するようになった。信乂の兄で信経の嫡男であった信慶は逸見今井氏の家督を相続したのに対し、信乂は武田氏に仕えた。以後信慶の系統は甲斐の国人領主として武田宗家と度々対立する一方で、信乂の系統は府中今井氏として武田氏の重臣となる。
『勝山記』によると信乂は武田信縄と油川信恵の対立において、信恵方に加担し敗死したという。家督は嫡男の信房が継いだ。
子の信甫は勝沼信友の名跡を継いで勝沼氏を称し、勝沼に入部した。